# Portville
Portville és una població dels Estats Units a l'estat de Nova York. Segons el cens del 2000 tenia 1.024 habitants.

## Demografia
Segons el cens del 2000, Portville tenia 1.024 habitants, 416 habitatges, i 270 famílies. La densitat de població era de 488,1 habitants per km².
Dels 416 habitatges en un 35,8% hi vivien nens de menys de 18 anys, en un 48,6% hi vivien parelles casades, en un 13,5% dones solteres, i en un 34,9% no eren unitats familiars. En el 32,2% dels habitatges hi vivien persones soles el 20% de les quals corresponia a persones de 65 anys o més que vivien soles. El nombre mitjà de persones vivint en cada habitatge era de 2,46 i el nombre mitjà de persones que vivien en cada família era de 3,11.
Per edats la població es repartia de la següent manera: un 29,7% tenia menys de 18 anys, un 7,1% entre 18 i 24, un 25,1% entre 25 i 44, un 20% de 45 a 60 i un 18,1% 65 anys o més.
L'edat mediana era de 37 anys. Per cada 100 dones de 18 o més anys hi havia 79,6 homes.
La renda mediana per habitatge era de 31.210 $ i la renda mediana per família de 40.060 $. Els homes tenien una renda mediana de 30.885 $ mentre que les dones 21.563 $. La renda per capita de la població era de 16.166 $. Entorn de l'11,1% de les famílies i el 14,8% de la població estaven per davall del llindar de pobresa.